# Addington (Londres)
Addington es un pueblo y un barrio del sur de Londres, Inglaterra, dentro del distrito londinense de Croydon. Está al sur de Spring Park, al oeste de Coney Hall, al norte de New Addington y al este de Forestdale y Selsdon, y tiene 11,1 millas (18 km) al sur de Charing Cross y 4 millas (6,4 km) al sureste del centro de Croydon.

## Historia
En el Libro de Domesday de 1086, el área fue nombrada Edintona y luego Eddintone .  El pueblo se encontraba dentro de Wallington Hundred en el condado de Surrey. Se cree que Addington lleva el nombre de Edda, un terrateniente sajón. En Domesday se mencionan dos mansiones, vinculadas con los nombres de Godric y Osward. 

### Palacio de Addington
Addington Place, más tarde conocida como Addington Farm y ahora llamada Addington Palace, domina el pueblo sobre la iglesia de Santa María la Santísima Virgen y el pub The Cricketers . La casa solariega estaba situada detrás de la iglesia y era la residencia de la familia Leigh. Hay un relato frecuentemente repetido, pero falso, de un pabellón de caza real, "donde el rey Enrique VIII supuestamente cortejó a Ana Bolena, cuya familia era propietaria de la cercana Wickham Court" junto a la iglesia parroquial de West Wickham. Sin embargo, Ana Bolena de Wickham Court era tía de la reina Ana.
El Palacio Palladiano fue construido en 1780 por Barlow Trecothick, de Boston, Massachusetts, en la provincia colonial de la Bahía de Massachusetts, quien regresó a Inglaterra y se convirtió en diputado y alcalde de la ciudad de Londres en 1770. Después de su muerte sin herederos, su sobrino James Ivers (más tarde Trecothick), también de Boston, continuó el trabajo de su tío y Capability Brown diseñó los terrenos.  La finca se vendió y, finalmente, como el Palacio de Croydon se volvió demasiado incómodo e insalubre, la casa Addington y parte de la finca se compraron para los arzobispos de Canterbury como residencia de campo.  El último arzobispo en utilizarlo fue el  arzobispo Benson. De 1954 a 1996, el Palacio de Addington fue la sede de la Royal School of Church Music. 

### Nueva Addington
Alrededor de 1805 partes de la propiedad que cubre lo que ahora es New Addington se vendieron a John Cator de Beckenham Place, incluida Castle Hill Farm. Cator dejó esto a George y Henry Sparkes en su testamento de 1806, citando "Addington adquirido recientemente de Trecothick", pero el terreno aparece como parte de las propiedades de Cator en una ley privada del Parlamento de 1825 que permite a los Cator vender la tierra, ya que John Barwell Cator estaba transfiriendo las propiedades principales a Woodbastwick en Norfolk. 

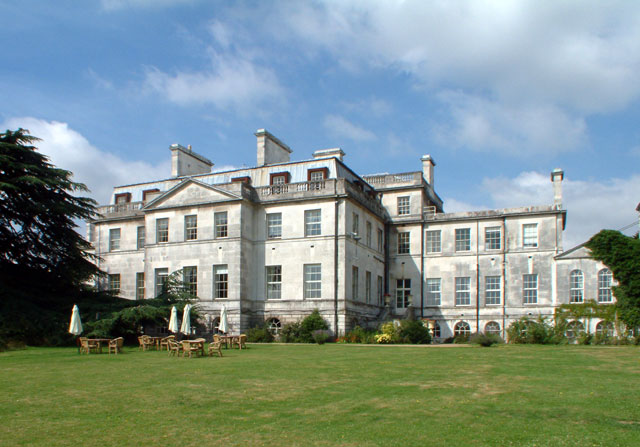
Palacio de Addington, catalogado como grado II*

En el siglo XX, los avances tecnológicos y el crecimiento demográfico en la región provocaron muchos cambios en la forma de vida de la gente de Addington. A principios de siglo, Addington estaba en el condado de Surrey, que había establecido distritos urbanos y rurales para proporcionar servicios adaptados a las necesidades de las diferentes comunidades. La parroquia de Addington fue transferida al distrito rural de Godstone tras la abolición del distrito rural de Croydon en 1915. Posteriormente, la parroquia de Addington fue absorbida por el condado de Croydon en 1925. Desde 1965, la ciudad del condado ha sido parte del distrito londinense de Croydon dentro del Gran Londres altamente urbanizado, que puso fin a más de 900 años de administración por parte del condado de Surrey.
New Addington se desarrolló al sur del pueblo existente a partir de la década de 1930.
Todavía quedan varias casas y edificios antiguos en Addington y, aunque ha habido alguna edificación bastante moderna, el ambiente de pueblo está intacto en pleno siglo XXI, a pesar de estar en el Gran Londres. Hay una forja de herrero, que data aproximadamente de 1740, y que actualmente fabrica principalmente herrajes ornamentales.  La caza solía reunirse fuera del pub, The Cricketers, que ha vuelto a su nombre anterior una vez más después de un cambio temporal de nombre. La tienda cooperativa y la oficina de correos del pueblo son ahora una casa privada.

## Iglesia de Santa María la Santísima Virgen

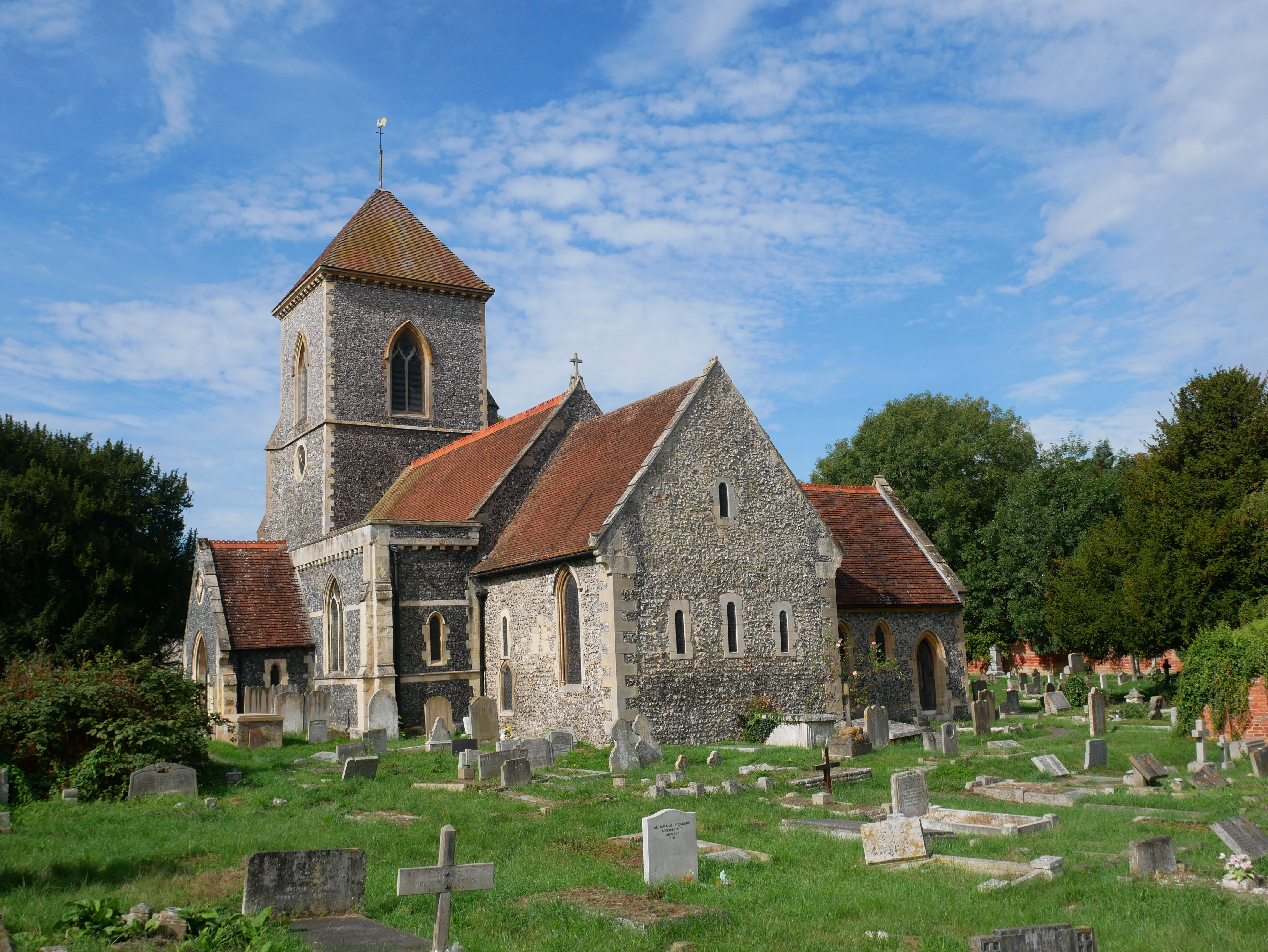
Vista sureste de la Iglesia de Santa María

St Mary's Church, Addington es una iglesia anglicana en el pueblo. Está asociado con los arzobispos de Canterbury del siglo XIX, que vivían en el cercano Palacio de Addington.  En la iglesia están enterrados cinco arzobispos sucesivos: Charles Manners-Sutton (muerto en 1828); William Howley (muerto en 1848); John Bird Sumner (muerto en 1862); Charles Longley (muerto en 1868); y Archibald Campbell Tait (muerto en 1882). 

## Transporte

### Carril
Addington Village Interchange (también conocida como parada de tranvía de Addington Village) conecta el área con los servicios de Tramlink a West Croydon y New Addington. Addington Palace cuenta con la parada de tranvía Gravel Hill de la misma línea. 

### Autobús
El intercambio también proporciona acceso a rutas de autobús gestionadas por Transport for London, que lo conectan con áreas que incluyen Bromley, Croydon, Eltham, Hayes, New Addington, Orpington, Purley y Thornton Heath.

## Deporte
El críquet se juega en el pueblo desde al menos el siglo XVIII.
El Addington Golf Club está considerado como una importante instalación de golf en el área de Londres.

## Galería

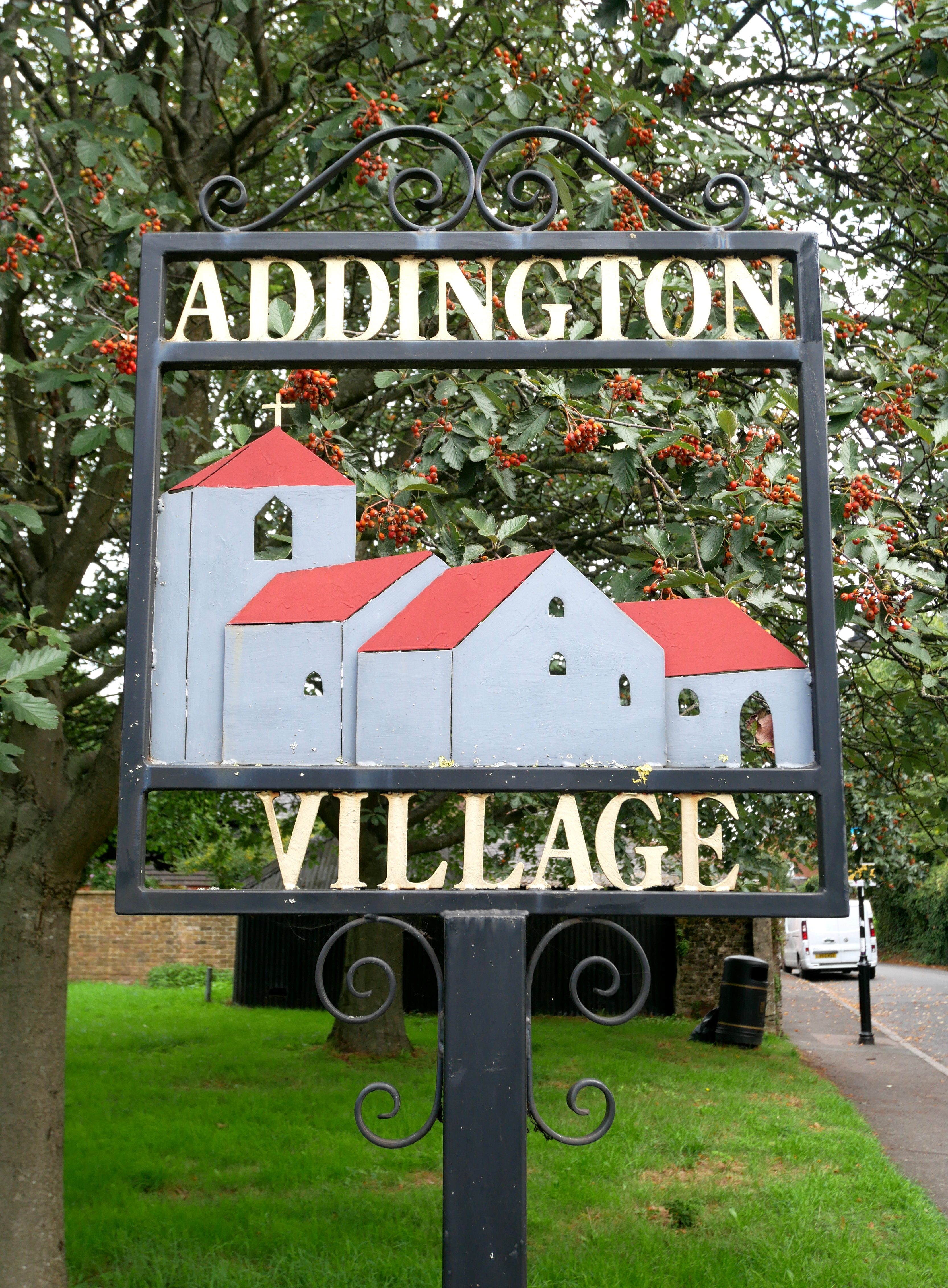
Village sign
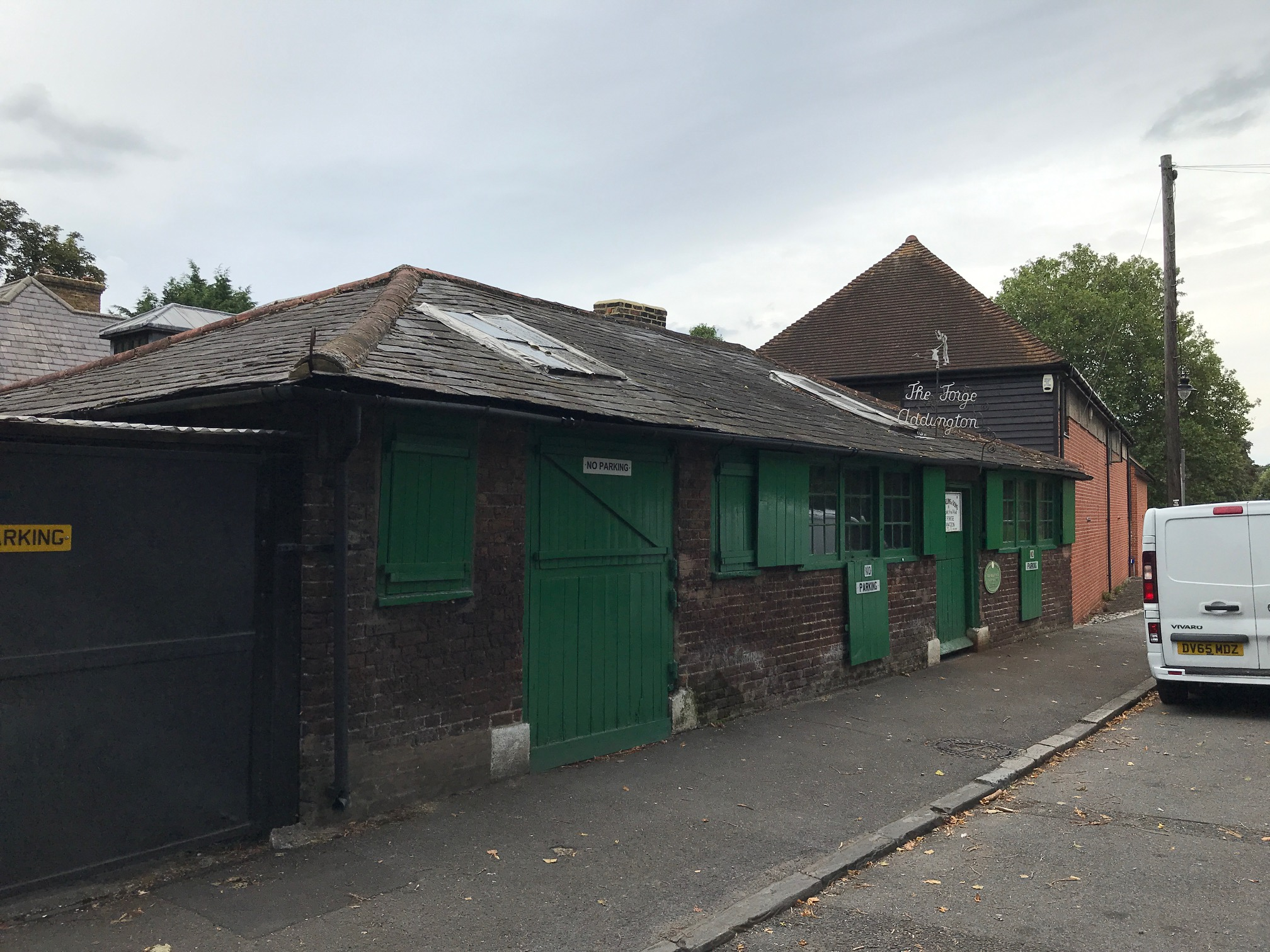
Old village forge, dating to do the 18th century
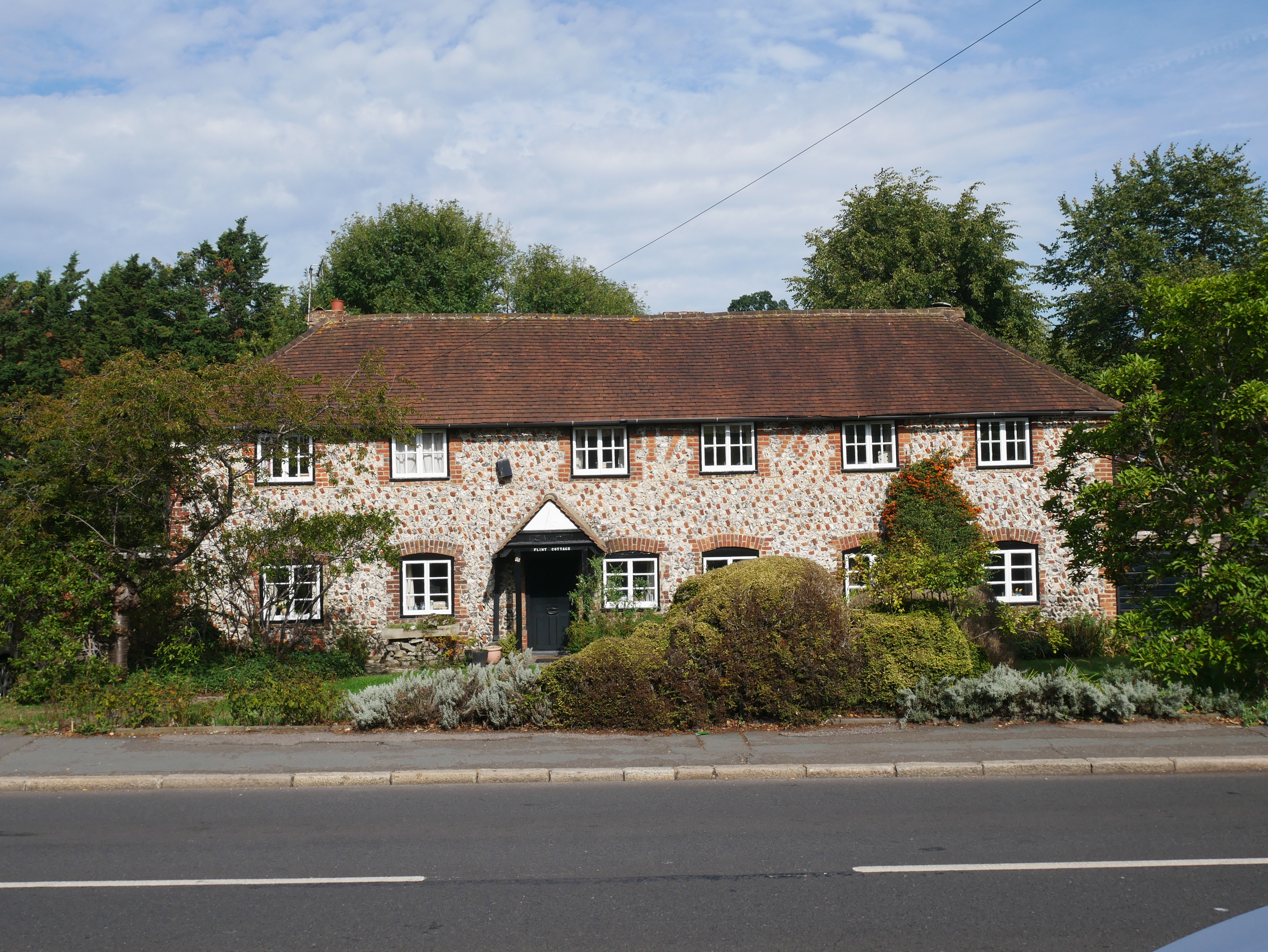
Flint Cottage, built 1796 and now listed at grade II
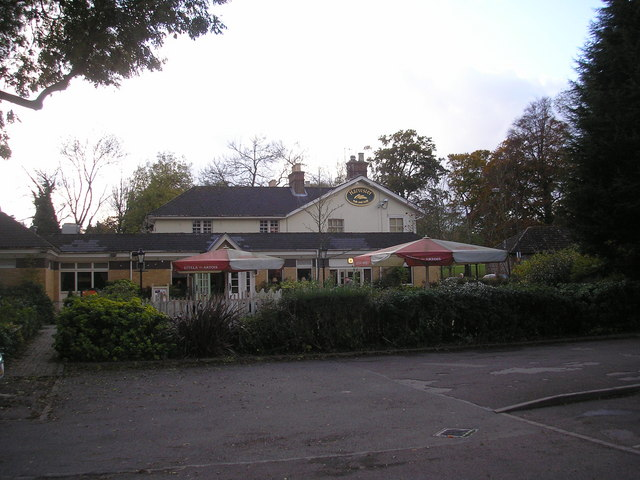
The Cricketers (Harvester) pub
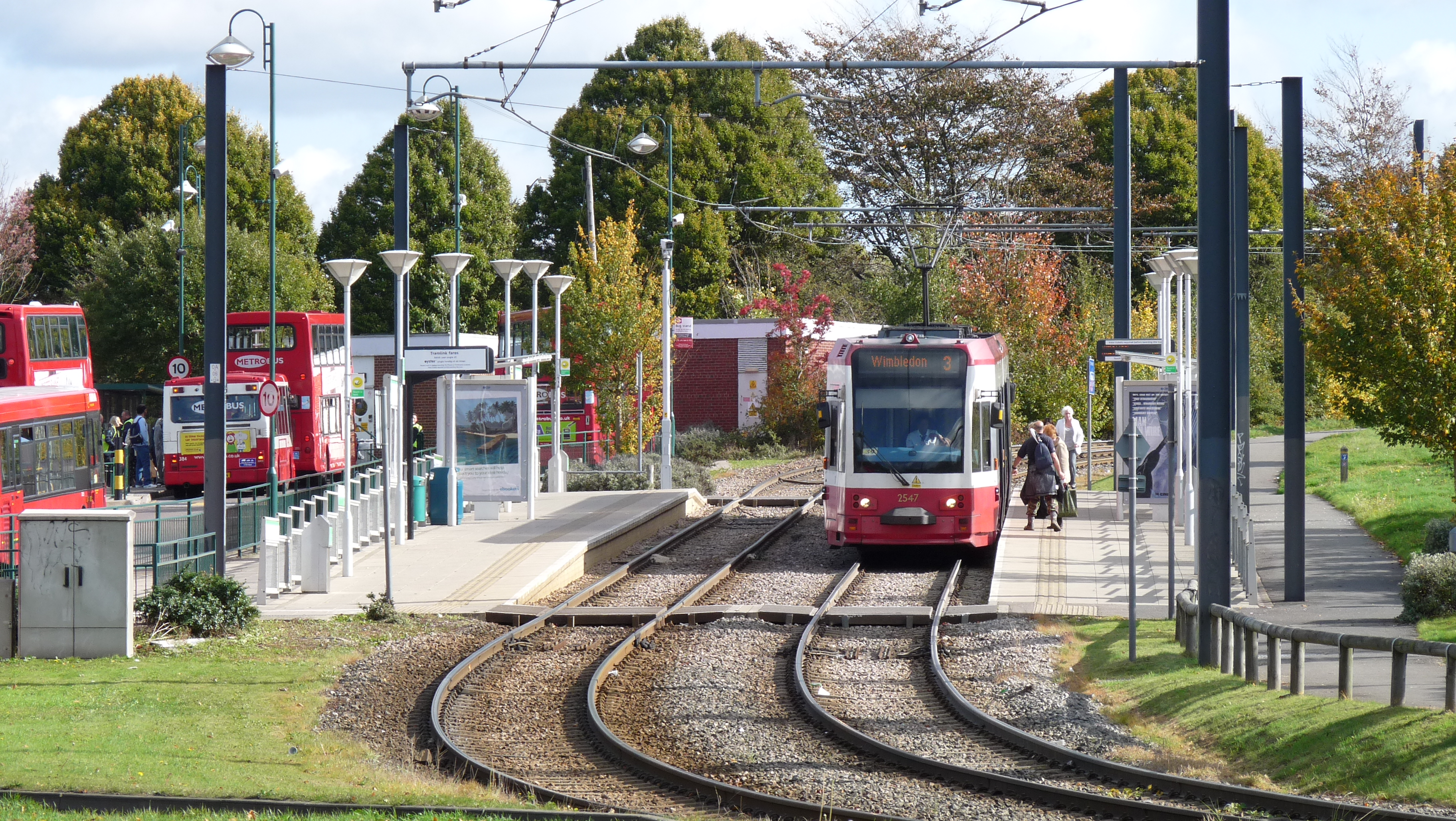
Addington Village tram stop

## Otras lecturas
- Addington: A History by Frank Warren, (Phillimore & Company; 1984)

- Datos: Q1788898
- Multimedia: Addington, London / Q1788898